# Zoran Simović
Zoran Simović (Mojkovac, 29 novembre 1954) è un ex calciatore jugoslavo, di ruolo portiere.

## Carriera

### Nazionale
Il suo debutto con la Jugoslavia risale al 12 ottobre 1983 nella partita casalinga vinta 2-1 ai danni della Norvegia. La sua ultima partita con i Plavi risale al 19 giugno 1984 in occasione del match della fase a gironi di Euro 1984 perso contro la Francia (3-2).
Difese i pali della nazionale per un totale di dieci partite mantenendo la porta inviolata per ben due volte.

## Statistiche

### Cronologia presenze e reti in nazionale
| Cronologia completa delle presenze e delle reti in nazionale ― Jugoslavia | Cronologia completa delle presenze e delle reti in nazionale ― Jugoslavia | Cronologia completa delle presenze e delle reti in nazionale ― Jugoslavia | Cronologia completa delle presenze e delle reti in nazionale ― Jugoslavia | Cronologia completa delle presenze e delle reti in nazionale ― Jugoslavia | Cronologia completa delle presenze e delle reti in nazionale ― Jugoslavia | Cronologia completa delle presenze e delle reti in nazionale ― Jugoslavia | Cronologia completa delle presenze e delle reti in nazionale ― Jugoslavia |
| Data                                                                      | Città                                                                     | In casa                                                                   | Risultato                                                                 | Ospiti                                                                    | Competizione                                                              | Reti                                                                      | Note                                                                      |
| ------------------------------------------------------------------------- | ------------------------------------------------------------------------- | ------------------------------------------------------------------------- | ------------------------------------------------------------------------- | ------------------------------------------------------------------------- | ------------------------------------------------------------------------- | ------------------------------------------------------------------------- | ------------------------------------------------------------------------- |
| 12-10-1983                                                                | Belgrado                                                                  | Jugoslavia                                                                | 2 – 1                                                                     | Norvegia                                                                  | Qual. Euro 1984                                                           | -1                                                                        |                                                                           |
| 26-10-1983                                                                | Basilea                                                                   | Svizzera                                                                  | 2 – 0                                                                     | Jugoslavia                                                                | Amichevole                                                                | -2                                                                        |                                                                           |
| 12-11-1983                                                                | Zagabria                                                                  | Jugoslavia                                                                | 0 – 0                                                                     | Francia                                                                   | Amichevole                                                                | -                                                                         | 46’                                                                       |
| 14-12-1983                                                                | Cardiff                                                                   | Galles                                                                    | 1 – 1                                                                     | Jugoslavia                                                                | Qual. Euro 1984                                                           | -1                                                                        |                                                                           |
| 21-12-1983                                                                | Spalato                                                                   | Jugoslavia                                                                | 3 – 2                                                                     | Bulgaria                                                                  | Qual. Euro 1984                                                           | -2                                                                        |                                                                           |
| 31-3-1984                                                                 | Subotica                                                                  | Jugoslavia                                                                | 2 – 1                                                                     | Ungheria                                                                  | Amichevole                                                                | -1                                                                        |                                                                           |
| 2-6-1984                                                                  | Oeiras                                                                    | Portogallo                                                                | 2 – 3                                                                     | Jugoslavia                                                                | Amichevole                                                                | -2                                                                        | 66’                                                                       |
| 7-6-1984                                                                  | La Línea de la Concepción                                                 | Spagna                                                                    | 0 – 1                                                                     | Jugoslavia                                                                | Amichevole                                                                | -                                                                         | 46’                                                                       |
| 13-6-1984                                                                 | Lens                                                                      | Jugoslavia                                                                | 0 – 2                                                                     | Belgio                                                                    | Euro 1984 - 1º turno                                                      | -2                                                                        |                                                                           |
| 19-6-1984                                                                 | Saint-Étienne                                                             | Francia                                                                   | 3 – 2                                                                     | Jugoslavia                                                                | Euro 1984 - 1º turno                                                      | -3                                                                        |                                                                           |
| Totale                                                                    |                                                                           | Presenze                                                                  | 10                                                                        |                                                                           | Reti                                                                      | -14                                                                       |                                                                           |

## Palmarès

### Club
- Kup Maršala Tita: 1

Hajduk Spalato: 1983-1984
- Campionato turco: 2

Galatasaray: 1986-1987, 1987-1988
- Coppa di Turchia: 1

Galatasaray: 1984-1985
- Supercoppa di Turchia: 2

Galatasaray: 1987, 1988

### Individuale
- Calciatore jugoslavo dell'anno: 1

1983